# Slezská (Praha)
Slezská ulice v Praze leží v katastrálním území Vinohrady. Spojuje náměstí Míru a náměstí Jiřího z Lobkovic. Délka ulice je cca 2 km. Její název pochází od historické země Slezsko.

## Trasa ulice
Ulice vychází z náměstí Míru ve směru na východ a končí na náměstí Jiřího z Lobkovic poblíž Olšanských hřbitovů. Na své cestě míjí sady Svatopluka Čecha. Celá se nachází v katastrálním území Vinohrad.
Téměř po celé své délce tvoří společně s ulicemi Vinohradská a Korunní trojici rovnoběžných ulic. Po celou délku své trasy je pro automobilovou dopravu jednosměrná ve směru k náměstí Míru.

## Historie a názvy
Název pochází od dob vzniku ulice kolem roku 1889. V roce 1928 se součástí ulice stala ulice Chocholouškova (pojmenovaná podle novináře Prokopa Chocholouška), která tvořila dnešní úsek Slezské mezi náměstím Míru a ulicí Budečskou.
V minulosti byla ulice obousměrná, v letech 1949–1972 jí byla vedena trolejbusová trať (od náměstí Míru po křižovatku s ulicí Boleslavskou).

## Významné budovy a místa
Ve směru od náměstí Míru:
- náměstí Míru
- Národní dům na Vinohradech
- Dům zemědělské osvěty se Zemědělskou a potravinářskou knihovnou
- Budova Tabákové režie, dnes sídlo Městského soudu v Praze (agenda obchodního a správního soudnictví)
- Vinohradský pavilon
- sady Svatopluka Čecha
- Vinohradské vodojemy
- náměstí Jiřího z Lobkovic

## Budoucí tvář ulice
Institut  plánování a rozvoje hl. m. Prahy nabídl spolupráci na zadání veřejné zakázky. Mezi prioritami bylo komplexní řešení, profesionalita i zapojení veřejnosti.
Plánuje se např.: 
- zrušení světelné signalizace na křižovatkách s Boleslavskou a Perunovou,
- výsadba stromořadí,
- rozšíření chodníků,
- bezbariérová pěší síť,
- bezpečný cyklistický průjezd,
- materiálové řešení povrchů,
- nový městský mobiliář.

Revitalizace počítá se zpětnou vazbou ze strany veřejnosti.
Zhotovitelem koncepční studie bude David Mareš z ateliéru Tři architekti.